# Waterland (film)
Ne doit pas être confondu avec Waterworld.
Pour les articles homonymes, voir Waterland.
Pour plus de détails, voir Fiche technique et Distribution.
Waterland est un film britannique réalisé par Stephen Gyllenhaal en 1992.

## Synopsis
Tom Crick, professeur d'histoire au lycée, a des difficultés de relations avec ses élèves et son épouse. Cela provient des blessures émotionnelles de sa vie passée, quand il était bien plus jeune. 

## Fiche technique
- Scénario : Peter Prince d'après le roman de Graham Swift
- Musique : Carter Burwell
- Photographie : Robert Elswit
- Montage : Lesley Walker
- Production : Patrick Cassavetti, Ira Deutchman, Katy McGuinness, Nik Powell, Stephen Woolley pour British Screen Productions, Channel Four Films, Palace Pictures et Pandora Cinema
- Pays :  Royaume-Uni
- Langue : anglais
- Couleur : Color
- Son : Dolby
- Genre : Drame
- Durée : 95 min

## Distribution
- Jeremy Irons : Tom Crick
- Sinéad Cusack : Mary Crick
- Grant Warnock : Tom jeune
- Lena Headey : Mary jeune
- Callum Dixon : Freddie Parr
- Sean Maguire : Peter
- Ross McCall : Terry
- Camilla Hebditch : Shirley
- David Morrissey : Dick Crick
- John Heard : Lewis Scott
- Maggie Gyllenhaal : Maggie Ruth
- Ethan Hawke (VF: Jérôme Berthoud) : Mathew Price
- Cara Buono : Judy Dobson

## Récompenses
- Primé aux Sant Jordi Awards de 1994 pour le meilleur acteur étranger (Mejor Actor Extranjero) en faveur de Jeremy Irons (ainsi que pour M. Butterfly (1993) et Fatale (1992)).